# 시간 변화
물리학에서 시간 변화(時間變化, time evolution)는 시간의 흐름에 따라 계의 상태가 바뀌는 과정이다.

## 양자역학에서의 시간 변화
양자역학의 슈뢰딩거 묘사에서, 시간 변화는 초기 시간 {\displaystyle t_{0}}의 상태 {\displaystyle |\psi \rangle (t_{0})\in {\mathcal {H}}}를 나중 시간 {\displaystyle t}의 상태 {\displaystyle |\psi \rangle (t)\in {\mathcal {H}}}로 바꾸어 주는 연산자 {\displaystyle U(t,t_{0})\colon {\mathcal {H}}\to {\mathcal {H}}}로 나타낼 수 있다. 이를 시간 변화 연산자(時間變化演算子, time evolution operator)라 한다.
{\displaystyle {\begin{aligned}U(t,t_{0})\colon &&{\mathcal {H}}&\to {\mathcal {H}}\\&&|\psi \rangle (t_{0})&\mapsto |\psi \rangle (t).\end{aligned}}}

### 성질
상태가 관측될 확률이 보존되므로, 시간 변화 연산자는 유니터리 연산자이다. 상태가 관측될 확률이 보존된다는 것은 
{\displaystyle \langle \psi (t_{0})|\psi (t_{0})\rangle =\langle \psi (t)|\psi (t)\rangle }
인 것을 말한다. 각 상태는 정규화되어 있으므로 양변이 모두 1이 된다. 이로부터
{\displaystyle U^{\dagger }(t,t_{0})U(t,t_{0})=1}
을 얻을 수 있고, 즉, 시간변화 연산자는 유니터리이다.
또한, 시간 변화 연산자는 다음과 같이 군의 성질을 지닌다.
- {\displaystyle U(t_{2},t_{1})U(t_{1},t_{0})=U(t_{2},t_{0})}
- {\displaystyle U(t_{0},t_{0})=1}
- {\displaystyle U(t,t_{0})=U(t_{0},t)^{-1}}.

만약 해밀토니언 {\displaystyle H}가 시간에 의존하지 않는다면, 시간 변화 연산자는 다음을 만족한다.
{\displaystyle U(t,t_{0})=U(t+\Delta t,t_{0}+\Delta t)=U(t-t_{0})}.
또한 이럴 경우 슈뢰딩거 방정식을 적분하여 시간 변화 연산자를 직접 다음과 같이 쓸 수 있다.
{\displaystyle U(t)=\exp(-itH_{0}/\hbar )}.
반대로, 시간 변화 연산자를 미분하여 해밀토니언을 얻을 수 있다.
{\displaystyle H_{0}=i\hbar {\frac {dU(t)}{dt}}}.
만약 해밀토니언이 시간에 의존한다면, 시간 변화 연산자는 다이슨 전개(Dyson series)를 통해 나타낼 수 있다.

## 같이 보기
- 시간의 화살
- 전파 인자
- 해밀토니언 (양자역학)